# Anders Jacobsen
Anders Jacobsen (n. 17 februarie 1985, Hønefoss⁠(d), Buskerud, Norvegia) este un fost săritor cu schiurile norvegian legitimat la Ringkollen Skiklubb. El este component al echipei naționale a Norvegiei.

## Carieră

### Sezonul 2006/2007
A debutat în Cupa Mondială în sezonul 2006/2007. Primul succes vine pe 17 decembrie 2006 la Engelberg. Urmeză o victorie în Turneul Celor Patru Trambuline 2006/2007 la Innsbruck, câștigând turneul. Termină sezonul pe locul 3, înregistrând alte două victorii, la Vikersund și Willingen.

### Sezonul 2007/2008
În sezonul 2007/2008 s-a clasat pe locul 6 la finalul Cupei Mondiale, obținând o singură victorie, la Liberec.

### Sezonul 2008/2009
Sezonul 2008/2009 îl încheie pe locul 8 în Cupa Mondială și câștigă cu echipa Norvegiei prima ediție a FIS Team Tour.

## Palmares

### Jocurile Olimpice
- Bronz, Vancouver 2010, cu echipa pe trambulina mare

### Campionatul mondial de schi nordic
- Argint, Sapporo 2007, pe trambulina mare
- Argint, Liberec 2009, cu echipa pe trambulina mare
- Bronz, Liberec 2009, pe trambulina mare

### Campionatul mondial de zbor cu schiurile
- Bronz, Oberstdorf 2008, cu echipa
- Bronz, Planica 2010, individual
- Argint, Planica 2010, cu echipa

### Cupa mondială
- sezon 2006/2007: 2
- sezon 2007/2008: 6
- sezon 2008/2009: 8
- sezon 2009/2010: 7

#### Etape câștigate
1. Elveția Engelberg – 17 decembrie 2006
2. Austria Innsbruck – 4 ianuarie 2007
3. Norvegia Vikersund – 13 ianuarie 2007
4. Cehia Liberec - 9 februarie 2007
5. Germania Willingen - 16 februarie 2007
6. Polonia Zakopane - 23 august 2009
7. Germania Oberstdorf - 31 ianuarie 2010